# Ude Nissen
Ude Nissen (* 1921 in Leipzig; † 5. Dezember 1993 bei München) war ein deutscher Dirigent.

## Leben
Er wuchs in Leipzig auf und absolvierte ein Kapellmeister-Studium an der Musikhochschule Leipzig bei Heinz Bongartz. 1949/51 bekam er sein erstes Engagement als Korrepetitor und Schauspielkapellmeister in Leipzig. Es folgten weitere Stationen als Kapellmeister am Theater Nordhausen, wo er Puccinis „Das Mädchen aus dem goldenen Westen“ dirigierte, Weimar und wieder Leipzig.
1958 wurde er musikalischer Oberleiter des Philharmonischen Orchesters Erfurt und ein Jahr danach erfolgte seine dortige Ernennung zum Generalmusikdirektor. Zudem wirkte er 1960–65 und seit 1980 als Dozent an der Musikhochschule Weimar. Seine besondere Aufmerksamkeit galt der zeitgenössischen Musik. Im konzertanten Bereich brachte er rund 50 Uraufführungen heraus. Gastspielreisen führten ihn nach Polen, Ungarn, in die ehemalige ČSSR, die ehemalige Sowjetunion, Bulgarien, Rumänien, das ehemalige Jugoslawien, Schweden, Österreich, Frankreich und Ägypten.
In der Spielzeit 1988/89 beendete er seine Tätigkeit am Theater Erfurt mit 67 Jahren. 1989 stellte er zusammen mit seiner Frau, Hannelore Nissen, einen Ausreiseantrag und wurde aus der DDR ausgewiesen, nachdem zwei seiner Kinder über Ungarn nach Westdeutschland geflüchtet waren. Er zog in die Nähe von München und verstarb am 5. Dezember 1993 an Herzversagen.

## Auszeichnungen
- Kulturpreis der Stadt Erfurt 1969 und 1971
- Kunstpreis der DDR 1973
- Vaterländischer Verdienstorden der DDR
- Nationalpreis der DDR III. Klasse 1987